# I due forzati
I due forzati (Under the Gun) è un film statunitense del 1951 diretto da Ted Tetzlaff.

## Trama
Ruth Williams è l'attrazione principale di un night club ed è l'amante del gangster Bert Galvin. I due si recano in auto a New York e Galvin si ferma in un bar per un regolamento di conti. Il barista finisce ucciso e il gangster viene arrestato. Terrorizzata, Ruth diviene la sua principale accusatrice al processo (successivamente dirà «Non valevi uno spergiuro») e Gavin viene condannato a vent'anni di lavori forzati da scontare in un carcere di massima sicurezza, dove la sorveglianza è affidata agli stessi detenuti: se un detenuto riesce a sventare un tentativo di evasione, può guadagnare la libertà attraverso uno sconto di pena.
Convintosi dell'impossibilità di fuggire, Gavin aspira al posto di sorvegliante e induce un compagno a evadere. Il sorvegliante gli spara e ottiene in premio la grazia, così il gangster può prendere il suo posto. Venuto a sapere che la famiglia del detenuto Gower soffre la fame, Galvin offre a Gower una grossa somma per la moglie e lo convince ad evadere. Gower accetta, tenta l'evasione ma Galvin lo uccide e ottiene la sospensione della pena.
Tornato da Ruth, viene inseguito dalla polizia: un diario trovato tra gli effetti personali di Gower lo inchioda alle sue responsabilità. Tenta di fuggire, ma viene ucciso.